# 아키모토 오사무
아키모토 오사무(秋本治, 1952년 12월 11일~ )는 일본 도쿄도 가쓰시카구에서 태어난 일본의 만화가이다. 한편 1976년 이래 주간 소년 점프에 발표된 그의 장기 실행 시리즈인 "여기는 잘나가는 파출소"의 원작자로 알려져 있다. 현재 유한 회사 아틀리에 타마의 사장이다.